# 长尾斑羚
长尾斑羚（Naemorhedus caudatus），又名中華斑羚、華北山羚或西伯利亞斑羚，是分佈在亞洲東部及北部山區的髭羚屬，包括俄羅斯、中國及韓國。其中一群棲息在近東海北部線的韓國非軍事區。牠們在韓國被列為瀕危物種，估計數量少於250頭。於2003年，有指牠們在藏南地区出沒。